# Suni (antílop)
El suni (Nesotragus moschatus) és una espècie petita d'antílop. Viu al sud-est d'Àfrica en llocs amb sotabosc dens.
El suni fa de 30-43 cm d'alt fins a les espatlles i pesa de 4.5-5.5 kg. Normalment és de color marró rogenc, més fosc a l'esquena que als seus costats i potes. El ventre, la barba i l'interior de les potes són blanques Els mascles porten banyes de 8 a 13 cm de llarg. Les femelles no en tenen.
Els sunis s'alimenten de fulles, fongs, fruits i flors, i pràcticament no els cal més aigua que la que obtenen dels aliments. Són animals més actius de nit. Neix normalment una sola cria després d'una gestació de 183 dies.
Els seus depredadors són els lleons, els ocells depredadors, les serps i altres carnívors.